# Antimenes von Rhodos
Antimenes war im 4. Jahrhundert v. Chr. der Hofschatzmeister Alexanders des Großen, als Amtsnachfolger des geflohenen Harpalos.
Als Alexander im Jahr 324 v. Chr. aus dem fernen Indien nach Susa zurückkehrte und mehrere verbrecherische Statthalter und Beamte bestrafte, zog der in Babylon residierende oberste Schatzmeister Harpalos es vor zu fliehen, da er sich und seine Günstlinge in seinem Amt hemmungslos bereichert hatte. Alexander bestimmte nun den von Rhodos stammenden Antimenes zu seinem neuen obersten Minister für die Fiskalaufsicht über sein gesamtes Weltreich. Seinem Geschäftsbereich oblag dabei neben der selbstständigen Festlegung von Steuern und Abgaben auch die Aufsicht über alle Kommunikations- und Nachschubwege und deren Logistikorganisation. Antimenes dürfte nicht lange amtiert haben, da Alexander bereits im Folgejahr starb und sein Staat sich in den nun beginnenden Diadochenkriegen aufzulösen begann.
Dennoch ist Antimenes durch drei fiskalische Erlasse bekannt geworden. Im ersten führte er für die Provinz Babylon einen Wegzoll ein, indem ein jeder ein Zehntel von seinen mitgeführten Importen an die Staatskassen abzuführen hatte, sobald er Babylon betreten wollte.
In seinem zweiten und wohl auch berühmtesten Erlass führte Antimenes die erste bekannte staatlich organisierte und garantierte Versicherung der Geschichte ein; auf Sklavenflucht. Dabei konnten sich Personen gegen einen an ihn zu entrichtenden Betrag gegen das Risiko der Flucht ihrer Sklaven versichern. Sollte dieser Fall dann eintreten, würde dem Versicherten der bei Versicherungsabschluss angegebene Wert des Sklaven erstattet. Die Verfolgung des Flüchtigen oblag dem jeweiligen Provinzstatthalter (Satrap) und bei Erfolg sollte der Wiederverkaufswert an seinen ehemaligen Besitzer ausgezahlt werden. Die Versicherungssumme selbst verblieb im Staatsschatz.
In seinem dritten Erlass verpflichtete Antimenes die Provinzstatthalter zur ständigen Auffüllung der Vorratsmagazine entlang der Königsstraße gemäß dem alten persischen Usus. Der Inhalt dieser Vorratsspeicher sollte dann unter der Aufsicht der von ihm eingesetzten Fiskalbeamten an durchziehende Truppenkontingente zugunsten der Staatskasse verkauft werden können.